# Dieudonné Madrapile
Dieudonné Madrapile Tanzi (ur. 18 sierpnia 1958 w Faradje) – kongijski duchowny katolicki, w latach 2016–2024 biskup Isangi, biskup Isiro-Niangara od 2024.

## Życiorys

### Prezbiterat
Święcenia kapłańskie przyjął 25 sierpnia 1985 i został inkardynowany do diecezji Isiro-Niangara. Pracował głównie w kongijskich seminariach duchownych. W latach 1996–2001 był wikariuszem generalnym diecezji, a w latach 2001–2003 jej tymczasowym administratorem. W latach 2006–2013 odbył studia doktoranckie z misjologii na rzymskim Papieskim Uniwersytecie Urbaniana, zaś w 2012 został wykładowcą teologii pastoralnej na tej uczelni.

### Episkopat
2 kwietnia 2016 papież Franciszek mianował go biskupem ordynariuszem diecezji Isangi. Sakry udzielił mu 10 lipca 2016 metropolita Kisangani - arcybiskup Marcel Utembi.
23 września 2024 został mianowany biskupem ordynariuszem diecezji Isiro-Niangara.